# 顕王
顕王（けんおう）は、周朝の第35代王。安王の子。姫定（慎靚王）の父。
兄の烈王に子がなかったため、その後を継いだ。